# 15 let v živo z gosti
15 let v živo z gosti je album slovenske rock skupine Big Foot Mama. Album je skupina, skupaj z gosti posnela v živo, ob praznovanju 15. letnice delovanja na   Gospodarskem razstavišču v Ljubljani, 28. oktobra 2005.

## Seznam skladb
CD A
1. "Izročilo naših dedov" (Slon in Sadež)
2. "Nova pravila"
3. "Krila"
4. "Vrn' se k men'"
5. "Oklep"
6. "Loser"
7. "Sam' prjatla"
8. "Garbage"
9. "Lovro"
10. "Še mal' bolj dol"
11. "Mala nimfomanka"
12. "Fenomen"
13. "Rola se"
14. "Big Foot Mama, Big Foot Mama..."
15. "Led s severa"
16. "Črn tulipan"
17. "Nisem več s tabo"
18. "Predstavitev članov BFM"

CD B
1. "Vse najboljše BFM" (Dej š'en litro)
2. "Rola se" (Dej š'en litro)
3. "Mala nimfomanka" (Leaf-Fat)
4. "Črn tulipan" (Sausages)
5. "Led s severa" (Naio Ssaion)
6. "Zadnji poraz" (Dan D)
7. "Buldožer" (Katalena)
8. "Vibracija" (Gušti in Polona)
9. "Pingvin" (Srečna mladina)
10. "Vsi komadi od BFM v treh minutah" (Slon in Sadež)
11. "Nekaj sladkega" (Ansambel Lojzeta Slaka)
12. "Garbage" (Šukar)
13. "Neki sladkega" (Siddharta)
14. "Konc sveta" (Elvis Jackson)

## Zasluge
- Posneto: Temma-x Muzikfest – 15 let skupine Big Foot Mama, Ljubljana, Gospodarsko razstavišče, 28. oktober 2005
- Snemanje: RTV Slovenija in Temma-x
- Editiranje in produkcija: Žare Pak, Studio Jork, Dekani
- Miks: Jadran Ogrin, Studio Jork
- Mastering: Jadran Ogrin, Studio Jork in Julij Zornik, Studio 100, Ljubljana
- Izvršni producent: Temma-x